# Bitva u Solferina

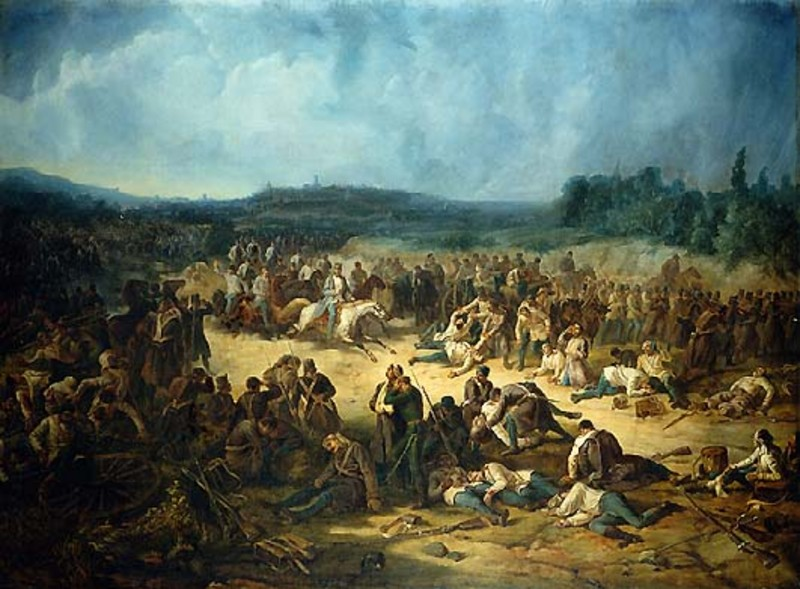
Bojiště u Solferina po bitvě

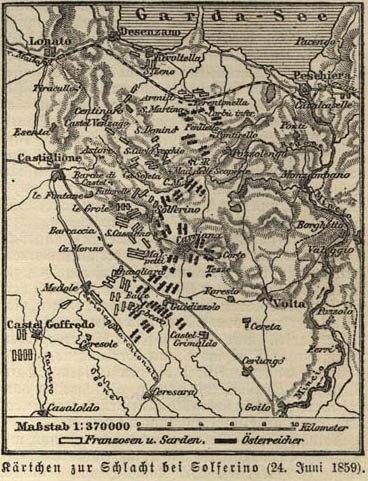
Mapa bitvy

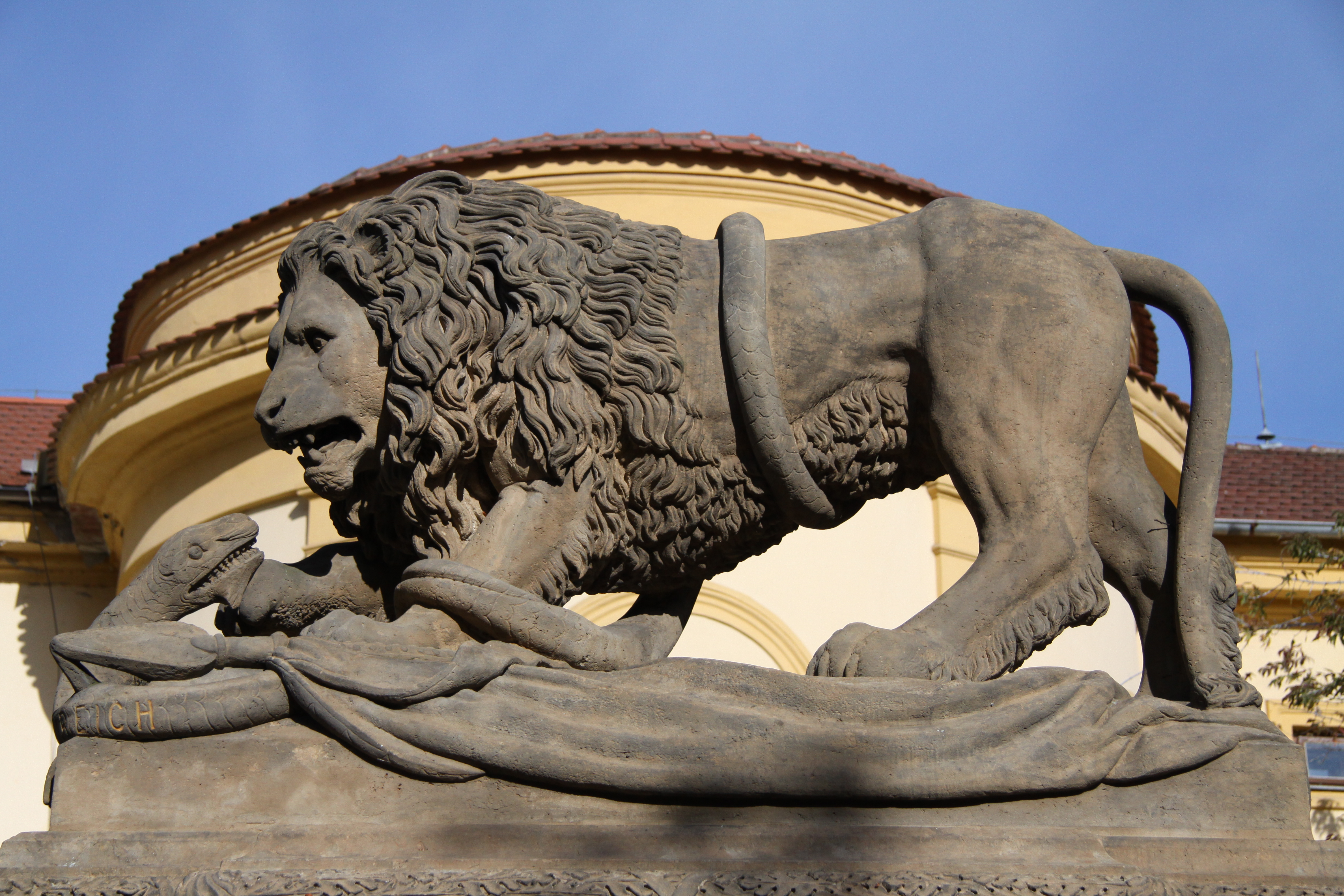
Pomník píseckým vojákům padlým v bitvách u Melegnana a Solferina v Písku.

Bitva u Solferina (24. června 1859) byla největší a rozhodující bitvou druhé italské války za nezávislost, ve které francouzsko-sardinská vojska porazila rakouskou armádu. Bitva představovala rozhodující krok ke sjednocení Itálie a Viktoru Emanuelovi II. otevřela cestu k titulu italského krále.
Ve střetnutí mezi rakouskými a francouzsko-sardinskými vojsky hrála úlohu nerozhodnost velitele rakouských sil maršála Ference Gyulaie, který se nemohl odhodlat k akci proti slabým vojskům sardinského krále Viktora Emanuela II. Váhání Rakušanů dalo možnost sardinské armádě se 16. května spojit s francouzským kontingentem, který čítal 120 tisíc vojáků a násobně tak navýšil počty malé sardinské armády. Od počátku června se odehrávaly jednotlivé boje, z nichž jeden z nejvýznamnějších se udál 8. června, kdy byl do boje nasazen 11. pěší pluk z Písku, doplňovaný v jižních Čechách. V této bitvě u Melegnana se hrdinsky bránilo 6 tisíc rakouských vojáků náporu 30 tisíc Francouzů.

## Průběh bitvy
Bitva u Solferina se odehrávala 24. června ve velkém prostoru a jednalo se prakticky o tři bitvy – u Solferina, u Guidizzola a u San Martina. Na straně rakouského císařství se jí účastnilo 126 tisíc mužů, spojená francouzsko-sardinská vojska měla 115 tisíc mužů. U San Martina si dokázali vytvořit Francouzi převahu a postupně vytlačovali rakouská vojska z pozic. U Solferina se začali rakouští vojáci stahovat pod mohutným tlakem kolem čtvrté hodiny odpolední. Ve středu sestavy se střetlo 57 000 Francouzů (včetně celé císařské gardy) s 40 000 Rakušany. Po úporných bojích v nepřehledném terénu, kde se nedokázaly uplatnit rakouské pušky, byl střed rakouské sestavy prolomen a levé křídlo poté začalo ustupovat. V šest hodin večer se sardinská vojska vrhla do nového útoku proti rakouskému pravému křídlu, ovšem marně. A to i přesto, že proti sboru Ludwiga von Benedeka s 25 000 vojáky útočilo 44 000 Piemonťanů. Kolem desáté hodiny večerní byl dán pokyn k ústupu rakouských jednotek z bojiště. Bitva trvala 15 hodin a vyčerpaná francouzsko-sardinská vojska již neměla sílu pronásledovat stejně vyčerpaného nepřítele. Vítězství Francouzům v bitvě přinesly rojnice, bodáky a děla.

### Použité zbraně
Na rakouské straně byla jako hlavní zbraň pěchoty používána puška Lorenz vzor 1854 s drážkovanou hlavní. Ta měla větší dostřel, přesnost a rychlost palby než pušky s hladkou hlavní, které používali protivníci, a to jak francouzská puška Minié Mle 1853, tak i piemontská puška vzor 1844. Lorenz ráže 13,9 mm měl účinný dostřel až 900 metrů. Na 200 metrů střela trefovala terč s průměrem 50 cm v 90 % případů. Francouzská Minié měla účinný dostřel cca 600 metrů, na 200 metrů třetina výstřelů zasáhla terč o průměru jeden metr. Avšak francouzská puška byla vybavena lepším bodákem (sabre-baïonnette) a Francouzi měli lepší pěchotní taktiku, která využívala rojnice, zatímco v rakouské armádě se používání rojnic vůbec necvičilo. Přesto se Francouzi do střeleckých soubojů pouštěli jen velmi neradi a snažili se boje řešit především útoky na bodák.
Francouzská děla byla mnohem kvalitnější než rakouská. Na vzdálenost maximálního rakouského dostřelu se francouzská děla dokázala trefovat. Rakouské šestiliberní dělo mělo hladkou hlaveň s ráží 9 cm a účinný dostřel kolem 900 metrů. Francouzské La Hitte 1859 bylo bronzové dělo s rýhovanou hlavní ráže 8,65 cm s dostřelem 3000 metrů a 4kilogramovým projektilem.
V jízdě byla kvalita zhruba vyrovnaná. Rakousko používalo husary, hulány a dragouny. Francie používala kyrysníky, dragouny, husary, kopiníky a jízdní myslivce.

### Čeští vojáci
Čeští vojáci se na rakouské straně uplatnili na mnoha místech. Do bojů se zapojil čáslavský pěší pluk č. 21, kolínský prapor polních myslivců č. 14, šumperský prapor polních myslivců č. 16, rovněž značná část dělostřelců byla české národnosti. K uctění památky 872 vojáků píseckého pěšího pluku č. 11, kteří padli za rakouskou monarchii v bitvách u Melegnana a Solferina, byl v r. 1861 postaven v Písku klasicistní pomník od Emanuela Maxe.

## Důsledky bitvy

### Reformy Rakouského císařství
Porážka vedla v Rakousku k odvolání ministra vnitra Alexandra Bacha a ukončení tzv. bachovského absolutismu. Zároveň otevřela cestu k vnitřní reformě v podobě Říjnového diplomu a na něj navazující přetvoření rakouského císařství na konstituční monarchii tzv. Schmerlingovou ústavou.

### Vznik Červeného kříže
Po skončení bojů začal zraněné vojáky ošetřovat Švýcar Jean Henri Dunant, který na základě osobních zkušeností napsal v roce 1862 knihu Vzpomínky na Solferino. Navrhl založit mezinárodní organizaci na pomoc raněným vojákům a uzavřít mezinárodní dohodu o jejich ochraně. 26. až 29. října 1863 se v Ženevě konala konference, které se účastnili zástupci šestnácti evropských zemí. Na konferenci byl založen Mezinárodní výbor Červeného kříže, což je považováno za počátek celosvětového hnutí Červeného kříže.

## Zajímavost
- Šlo o jediný válečný střet, kterého se přímo na bojišti zúčastnil rakouský císař František Josef I. V pozdějších bojích již nikdy vojsku osobně nevelel.
- Účast rakouského císaře využil Joseph Roth k úvodní zápletce svého románu Pochod Radeckého, popisujícího úpadek Rakousko–Uherska. Poručík Trotta zachrání v bitvě císaři život, získá za to šlechtický titul a je povýšen na hejtmana.[3]